# 小行星2426
小行星2426（2426 Simonov）是一颗围绕太阳公转的小行星。1976年5月26日，尼古拉·切爾尼赫在克里米亚发现了此天体。
該小行星以俄羅斯作家康斯坦丁·米哈伊洛維奇·西蒙諾夫（Konstantin Mikhailovich Simonov）命名。
这颗小行星的绝对星等为3.68138等。